# Paracyathus profundus
Paracyathus profundus är en korallart som beskrevs av Duncan 1889. Paracyathus profundus ingår i släktet Paracyathus och familjen Caryophylliidae.
Artens utbredningsområde är Indiska oceanen. Inga underarter finns listade i Catalogue of Life.